# Irina Tolkacheva
Irina Tolkacheva –en ruso, Ирина Толкачёва– (1982) es una deportista rusa que compitió en natación sincronizada. Ganó una medalla de oro en el Campeonato Mundial de Natación de 2001, y una medalla de oro en el Campeonato Europeo de Natación de 2002.

## Palmarés internacional
| Campeonato Mundial | Campeonato Mundial | Campeonato Mundial | Campeonato Mundial |
| Año                | Lugar              | Medalla            | Prueba             |
| ------------------ | ------------------ | ------------------ | ------------------ |
| 2001               | Fukuoka (Japón)    | Medalla de oro     | Equipo             |
| Campeonato Europeo |                    |                    |                    |
| Año                | Lugar              | Medalla            | Prueba             |
| 2002               | Berlín (Alemania)  | Medalla de oro     | Equipo             |